# Zakrzyże
Zakrzyże – część wsi Chotelek w Polsce, położona w województwie świętokrzyskim, w powiecie buskim, w gminie Busko-Zdrój.
W latach 1975–1998 Zakrzyże administracyjnie należało do województwa kieleckiego.